# Palmyra (Illinois)
Palmyra – wieś w Stanach Zjednoczonych, w stanie Illinois, w hrabstwie Macoupin.